# Cangko
Cangko is een bestuurslaag in het regentschap Indramayu van de provincie West-Java, Indonesië. Cangko telt 3367 inwoners (volkstelling 2010).